# Wachtel (Art)

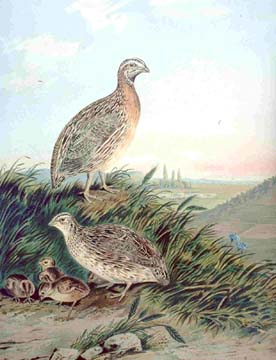
Wachteln: Hahn (oben) und Henne mit Küken
(Historische Illustration aus Naumann: Naturgeschichte der Vögel Mitteleuropas, 1897)

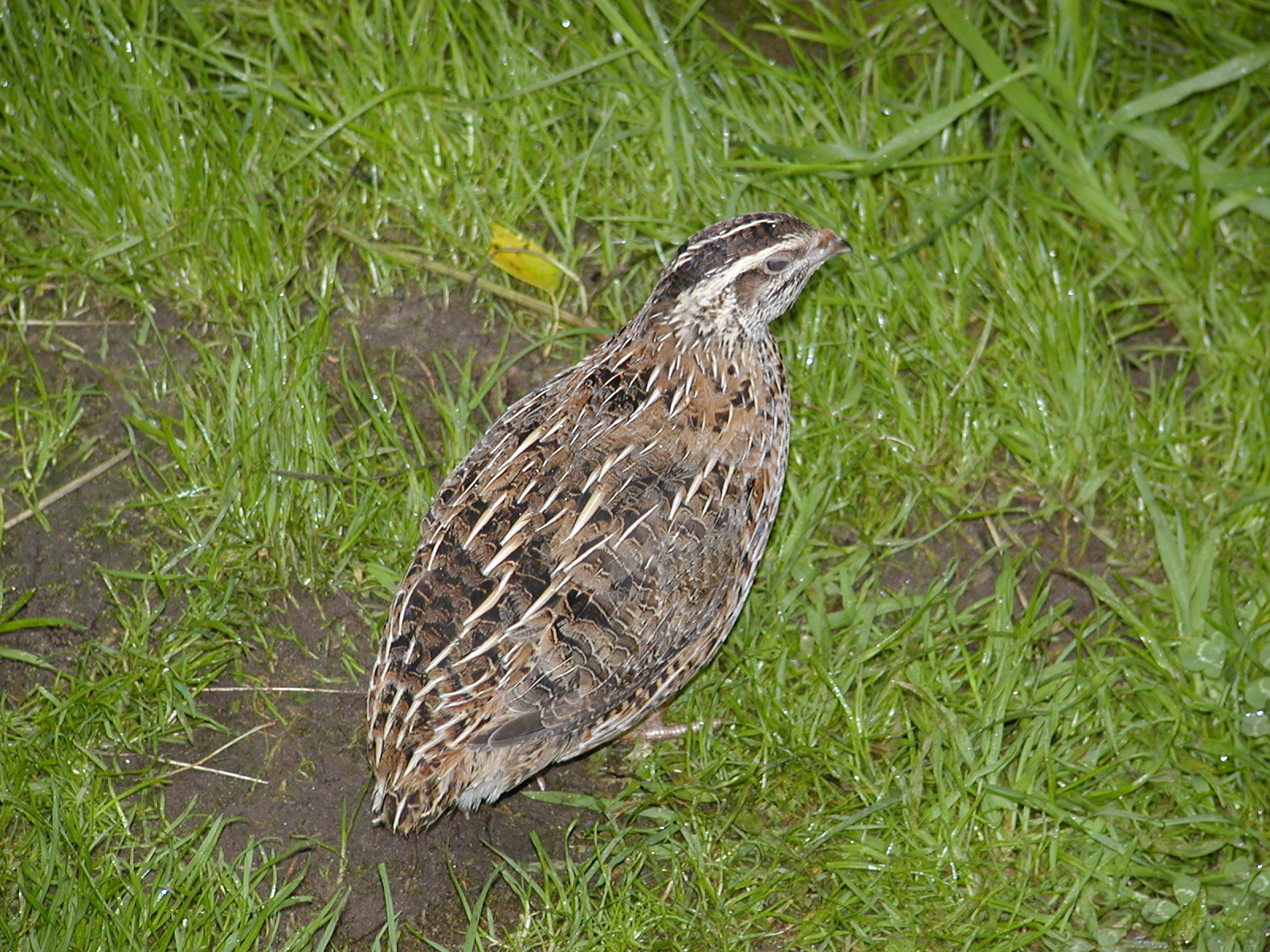
Weibliche Wachtel

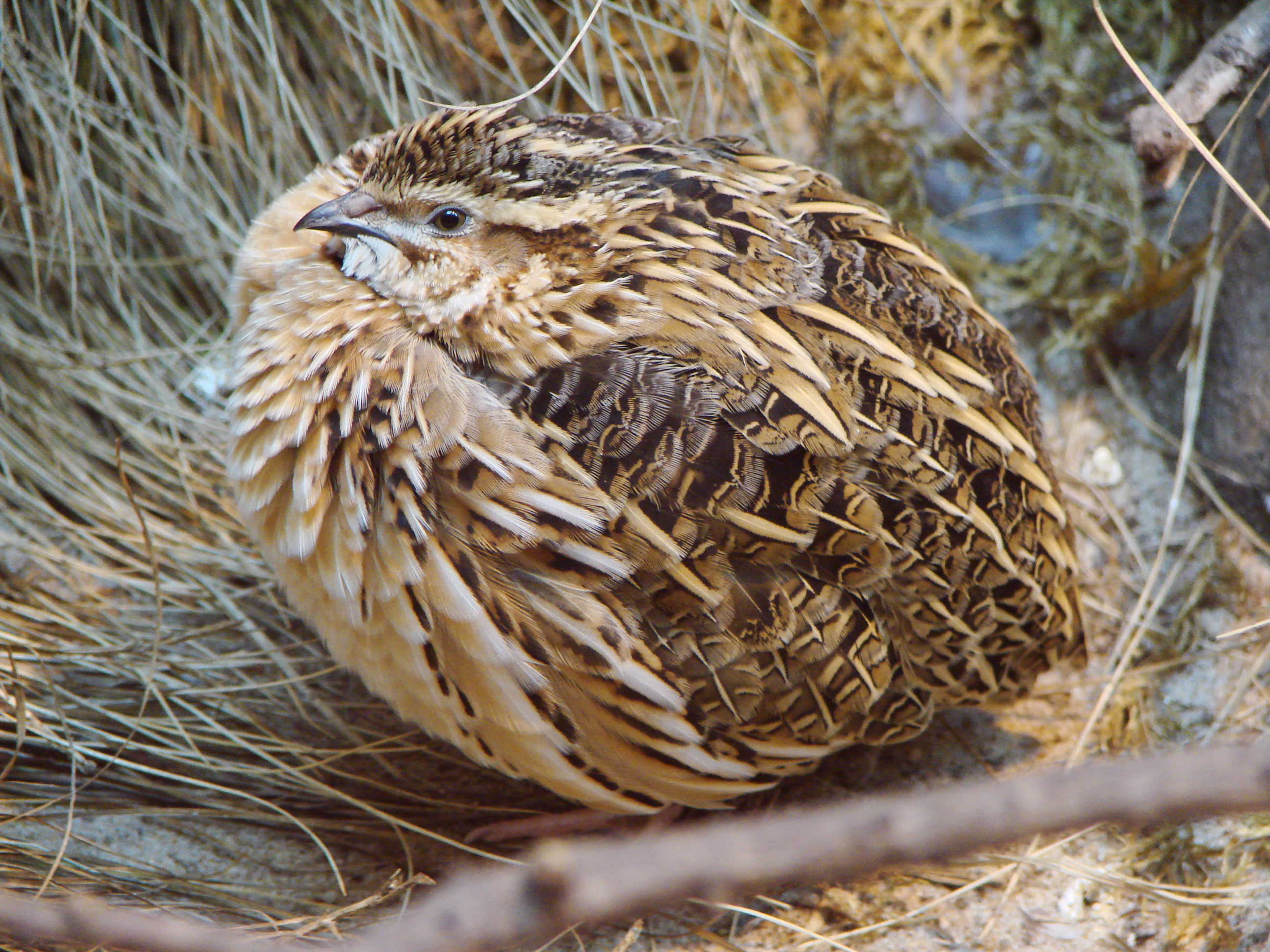

Die Wachtel (Coturnix coturnix) ist ein ungefähr starengroßer, im Verborgenen lebender Vogel, der in fast ganz Europa, dem westlichen Teil Asiens und einem großen Teil Afrikas vorkommt. In Europa ist sie der kleinste Hühnervogel. Während der weit vernehmbare sogenannte Wachtelschlag gelegentlich zu hören ist, sind die unauffälligen Vögel nur selten zu sehen. Sie sind während der Fortpflanzungszeit vor allem in der Morgen- und Abenddämmerung aktiv. Zum Höhepunkt der Balz sind sie auch gelegentlich während des Tages zu vernehmen. Wachteln sind Bodenvögel und brüten in trockenen Wiesen, Ackerland, Steppen und lichtem Buschland.
In Mitteleuropa gehen die Bestände seit vielen Jahren zurück. Ursache des Bestandsrückgangs ist die Lebensraumzerstörung sowie in Teilen des Verbreitungsgebiets die Jagd. In Deutschland ist die Wachtel bereits seit vielen Jahren von der Jagd ganzjährig geschont.

## Merkmale
Wachteln weisen nur einen geringen Geschlechtsdimorphismus auf. Ausgewachsene Männchen, auch Wachtelhähne genannt, haben eine graubraune Gesamtfärbung mit einer Vielzahl rotbrauner und schwarzer Striche. Auf der Mitte des Kopfes sowie an den Seiten des Scheitels bilden die weißen Schaftstriche der Federn drei Längsstreifen. Die Kopfseiten sind dunkel gestrichelt. Vom Schnabelwinkel aus verläuft ein rötliches Band, das die weißliche Kehle seitlich umfasst. Dieses rötliche Band ist wiederum von einem undeutlich cremeweißen Band mit einer schmalen braunen Kante eingefasst. Über die Kehlmitte verläuft ein brauner Streifen. Die obere Brust ist cremefarben mit kleinen weißen Längsstricheln und geht im unteren Brustbereich in ein Weißgrau über, das sich auch über den Bauch erstreckt.
Der Vorderrücken weist schwarze Querstreifen und Flecken auf, durch die weißen Schaftstreifen der Federn ergibt sich eine Längszeichnung. Die Flügel sind grau. Flügeldecken und Schwungfedern weisen eine Querzeichnung aus dünnen weißlichen Streifen auf. Der Bürzel und der Oberschwanz sind dunkel mit einer Querzeichnung aus breiten schwarzen und schmalen rötlichen und weißen Streifen.
Die Weibchen, auch Wachtelhennen genannt, gleichen den Männchen weitgehend. Sie sind im Regelfall jedoch an Brust und Vorderhals nur einfarbig weißgrau. Das Band, das die Kehle einfasst, erstreckt sich bei ihnen nur bis auf die Seite der Kehle.
Sowohl die Hähne als auch die Hennen haben einen kleinen und gebogenen Schnabel. Die Größe der Wachtel beträgt etwa 15 bis 20 Zentimeter, ihr Gewicht etwa 90 bis 110 Gramm. Adulte Vögel mausern im März und April einen Teil ihres Kleingefieders. Die jährliche Vollmauser beginnt in der zweiten Junihälfte, die Mauserzeiten können jedoch individuell stark variieren.
Jungvögel sind ähnlich wie die Weibchen gefärbt, jedoch ist ihr Gefieder etwas matter. Die Küken sind auf der Körperunterseite fahl gelblichbeige. Die Körperoberseite ist orangebeige mit einem dunklen Stirnfleck. Vom Stirnfleck ausgehend ziehen sich zwei parallele, dunkle Scheitelstreifen bis zum Nacken. Ein schwarzbrauner Mittelstreif zieht sich über die Rückenmitte bis zum Schwanz. Auf den Flügeln finden sich je zwei dunkle Streifen.
Auf Grund ihrer geringen Größe und ihrer überwiegend grauen Gefiederfärbung sind Wachteln in Mitteleuropa mit keiner anderen Art verwechselbar. Im Osten ihres Verbreitungsgebietes kann sie jedoch auch mit der Japanwachtel, einer nah verwandten Art, verwechselt werden.

## Stimme
Die Wachtel verfügt über eine Reihe von pfeifenden, trillernden und gurrenden Rufen, die in freier Natur jedoch nur selten vom Menschen wahrgenommen werden. Sehr viel bekannter ist der als Wachtelschlag bezeichnete Gesang der Wachtel. Es handelt sich dabei um ein dreisilbiges Motiv, das volkstümlich mit pick-werwick umschrieben wird, wobei die erste und dritte Silbe betont werden. Gewöhnlich ruft das Wachtelmännchen vier bis sieben Schläge hintereinander. Das Weibchen antwortet auf die Rufe des Männchens mit einem weichen gru-gru. Der Ruf des Wachtelmännchens ist bis zu einer Entfernung von etwa einem halben Kilometer vernehmbar.

## Verbreitungsgebiet

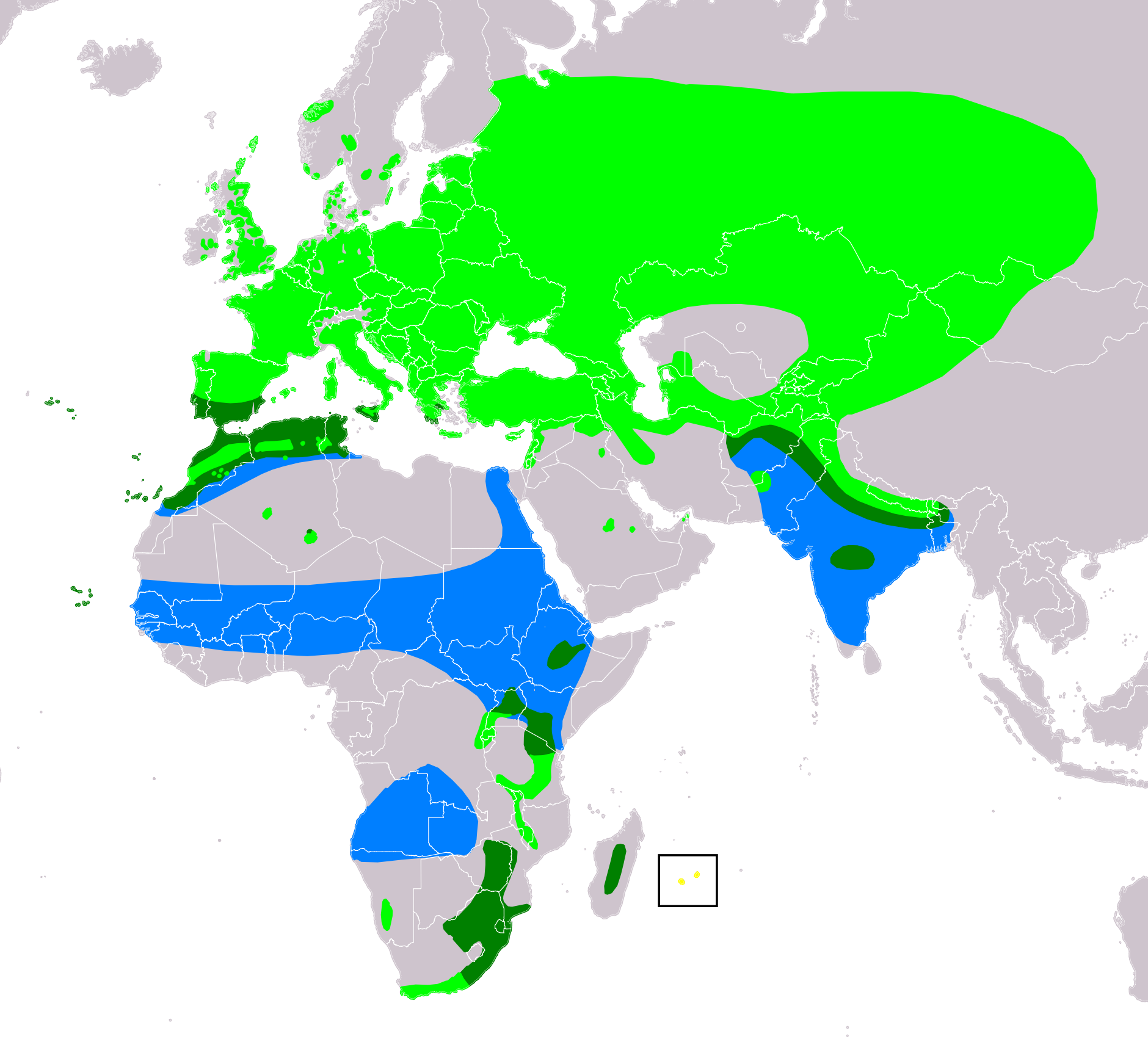
Verbreitung der Wachtel:
Brutgebiete
Ganzjähriges Vorkommen
Überwinterungsgebiete
Population wahrscheinlich erloschen & Eingeführt
Einführungsgebiete

Das Verbreitungsareal der Wachtel erstreckt sich über fast ganz Europa, den westlichen Teil Asiens und einen großen Teil Afrikas. Wachteln sind ausgesprochene Zugvögel. Der größte Teil der Population überwintert in Afrika südlich der äquatorialen Wälder und im Sudan, in Ägypten sowie in Indien.

## Lebensraum
Der Lebensraum der Wachtel sind offene Feld- und Wiesenflächen mit einer hohen, Deckung gebenden Krautschicht. Sie bevorzugt dabei Flächen mit tiefgründigen bis etwas feuchten Böden. Typische Brutbiotope sind Getreideflächen, Brachen, Luzerne- und Kleeschläge. Sie kommt aber auch in Salzsümpfen mit Salzkrautbeständen und in lehmigen Wermutsteppen vor. In höheren Lagen besiedelt sie auch von Wald umgebene Wiesenstücke. In Armenien kommt sie in Höhenlagen bis 2575 Metern, im Transili-Alatau in Zentralasien sogar bis 3000 Metern über dem Meeresspiegel vor.

## Nahrung
Wachteln ernähren sich von Samen und Insekten.
Im Verlauf des ganzen Jahres überwiegt die Pflanzennahrung. Im Frühjahr fressen Wachteln überwiegend grüne Pflanzenteile und Samen verschiedener Gräser. Im Sommer fressen sie auch Insekten unterschiedlicher Ordnungen. Dazu gehören häufig Schnellkäfer, Blattwanzen, Schwarzkäfer, Geradflügler, Rüsselkäfer und gelegentlich auch Schnecken. Im Herbst ernähren sich Wachteln auch von Getreidekörnern und Hirse.

## Fortpflanzung

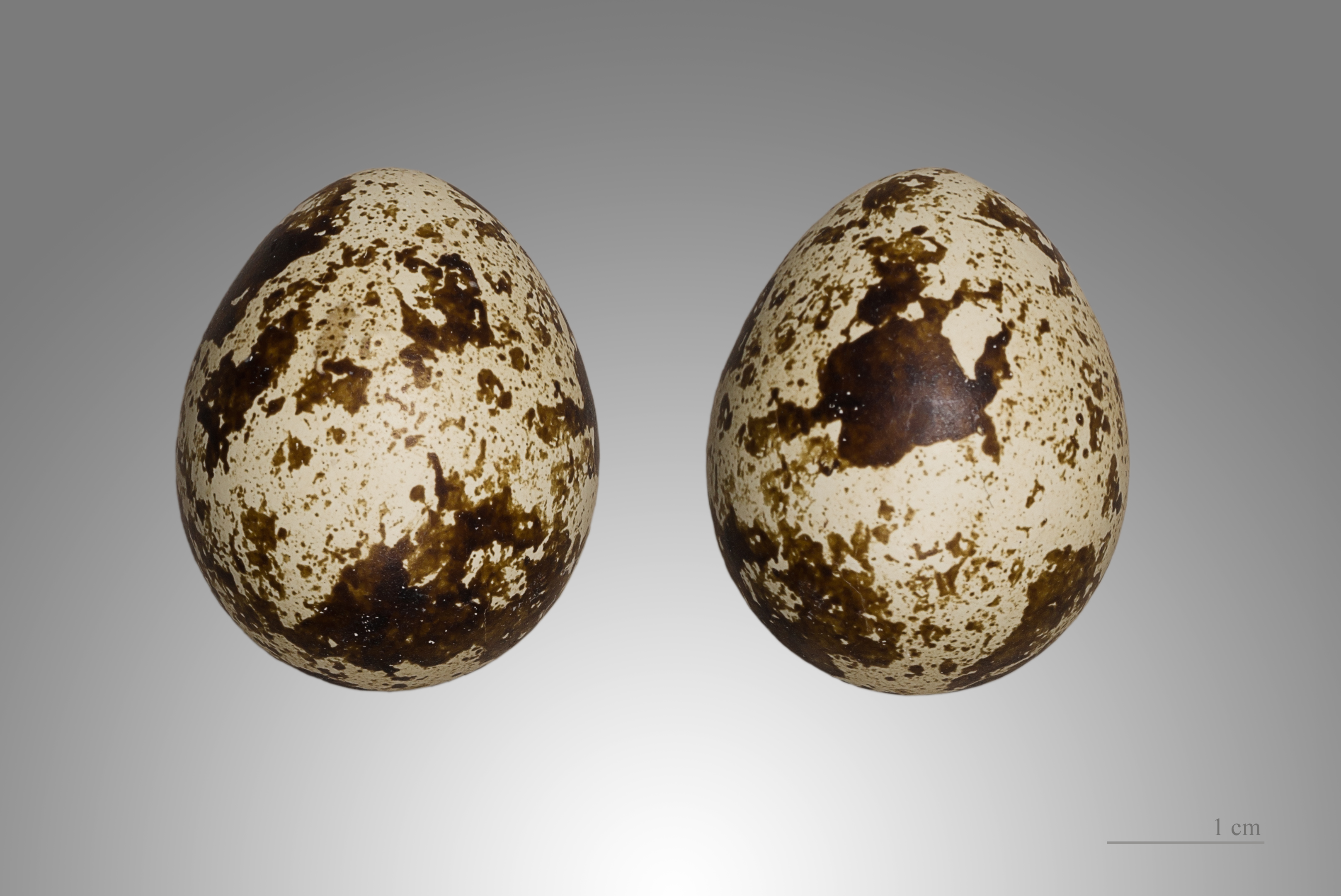
Wachteleier

Wachteln sind polygam. Jedes Männchen paart sich mit jedem Weibchen, das das Männchen aufsucht und lockt. Wirbt ein Weibchen gleichzeitig um mehrere Männchen, kann es unter den Männchen auch zu Kämpfen kommen.
Das Nest ist eine flache, ausgescharrte Mulde am Boden. Es wird vom Weibchen dürftig mit Grashalmen und anderen Pflanzenteilen der Umgebung gepolstert. Die Brutzeit variiert lokal und im gesamten Verbreitungsgebiet sehr stark. Für Mitteleuropa ist eine Brutzeit von Mitte beziehungsweise Ende Mai bis Juli typisch. Wachteln ziehen gewöhnlich nur eine Brut pro Jahr groß. Gelegentlich kommt es jedoch auch zu einer zweiten Brut.
Ein Gelege umfasst gewöhnlich zwischen sieben und zwölf Eier. Die Eier sind oval bis birnenförmig mit einer glatten und glänzenden Schale. Der Untergrund ist weißlich bis gelb. Die Eier weisen eine sehr unterschiedliche Sprenkelung auf. Typisch sind aber dichte Schokoladen-, rot- oder hellbraune Sprenkel. Es brütet nur das Weibchen, das das Brutgeschäft nach Vollendung des Geleges aufnimmt. Die Jungen schlüpfen weitgehend synchron nach 16 bis 19 Tagen. Es vergehen jedoch vom Sprengen der ersten Eischale bis zum Schlüpfen des letzten Kükens etwa zwei Tage. Die Küken sind Nestflüchter. Sie schlüpfen innerhalb kurzer Zeit und verlassen nach wenigen Stunden das Nest. Sie werden nur vom Weibchen geführt. Bereits mit 11 Tagen können die Jungvögel flattern und mit dem Erreichen des 19. Lebenstages sind sie bereits voll flugfähig.

## Gefährdung
Die Wachtel ist laut IUCN zwar leicht in ihrem Bestand zurückgegangen, wird aber als nicht gefährdet betrachtet.
In der Schweiz hat die Wachtel den Gefährdungsstatus Verletzlich (VU=Vulnerable) und steht damit auf der roten Liste (Schweizerische Vogelwarte Sempach).
Aufgrund extremer Bestandsfluktuationen, die zum Teil auch durch klimatisch hervorgerufene Invasionen bedingt sind, der schwierigen Erfassung der Bestände durch die kurzen Rufphasen und der nur begrenzt möglichen Unterscheidung zwischen Brutvögeln und Durchzüglern sowie dem unzureichend erforschten Zugablauf im Frühjahr und Sommer sind Aussagen über die langfristige Bestandsentwicklung in Mitteleuropa kaum möglich. Sicher ist, dass es schon in früheren Jahrhunderten Phasen mit lang anhaltenden Tiefständen gab. Erst im 19. Jahrhundert erreichte die Art eine größere Häufigkeit und ihre größte europäische Arealausdehnung. Nach 1890 ging die Art wieder zurück und die Bestände erholten sich sowohl nach 1915 und erneut nach 1930.
Zu drastischen Bestandsabnahmen kam es nach 1960 infolge der Lebensraumzerstörung durch eine intensivierte Landwirtschaft mit Düngemittel- und Pestizideinsatz und gleichzeitig hohem Jagddruck. Dabei kam es lokal in Deutschland, Österreich, Luxemburg, Liechtenstein und auch Russland zum Erlöschen von Populationen. Seit den 1990er Jahren gibt es vielfach wieder Bestandszunahmen, bei denen die Extensivierung der Landwirtschaft und Flächenstilllegungsprogramme sicherlich eine Rolle spielen.

## Mensch und Wachtel

### Wachteln als Heimtiere

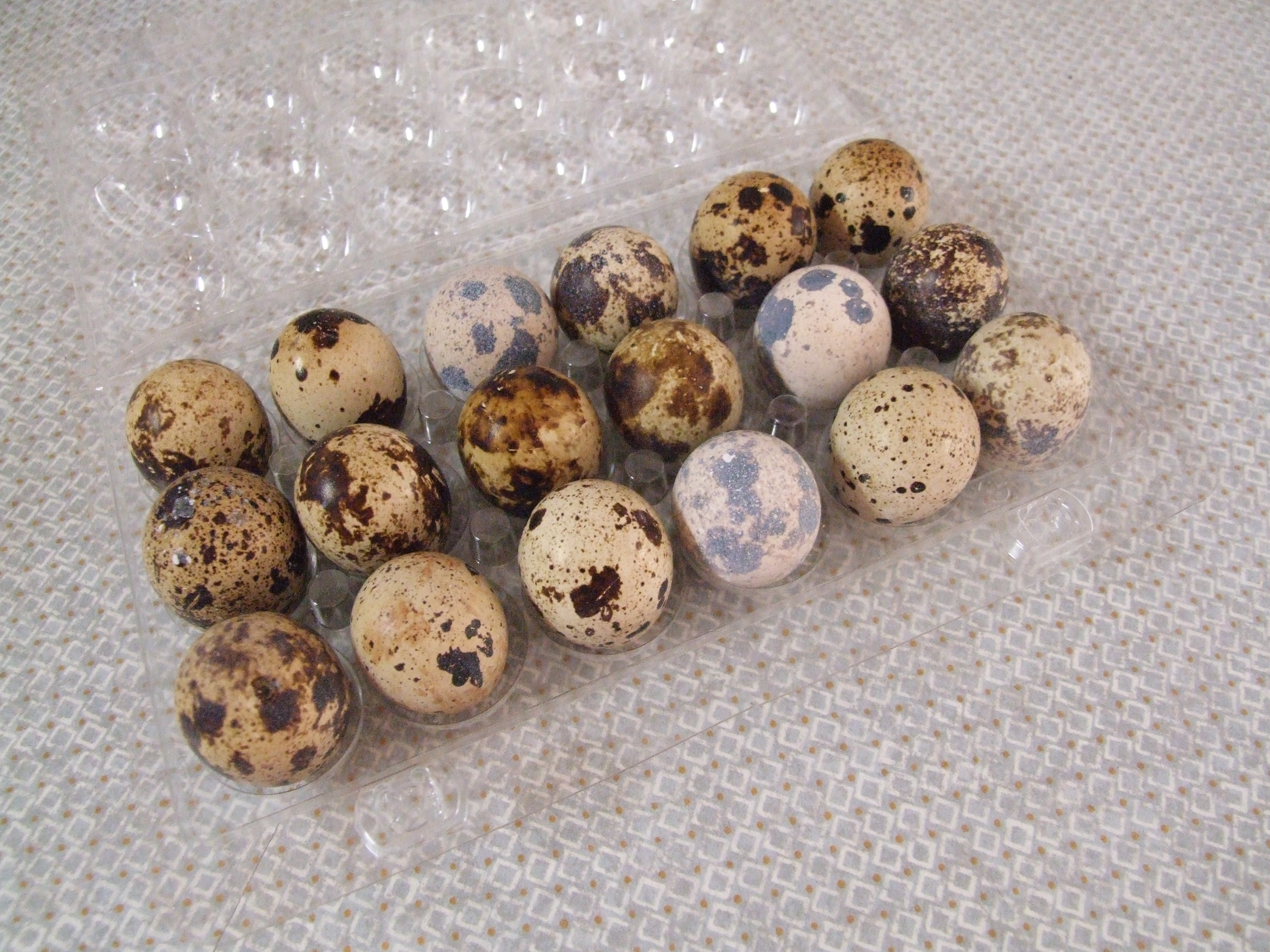
Schachtel mit Wachteleiern aus dem Supermarkt

Wachteln galten schon bei den alten Ägyptern und gelten bis heute sowohl wegen ihrer Eier als auch wegen ihres Fleisches als Delikatesse. Daneben werden sie als Ziervögel gehalten. Zu beiden Zwecken werden weniger die hier beschriebenen Wachteln, sondern andere, etwa Japanwachteln oder andere Wachtelarten gehalten. Bei den Römern wurden Wachtelhähne als Kampfhähne eingesetzt.
Die als Heim- oder Nutztier gehaltene Legewachtel ist eine Haustierform der Japanwachtel (Coturnix japonica, Syn.: Coturnix coturnix japonica).
Die Japanwachtel gilt als domestiziert, jedoch wird die Wachtel in der Schweizer Tierschutzverordnung als Wildtier bezeichnet. Bei der Wachtel wird von der sonst geltenden Ausbildungspflicht bei der privaten Wildtierhaltung abgesehen. Werden mehr als 25 Wachtelpaare pro Jahr abgegeben besteht eine kantonale Bewilligungspflicht sowie die Pflicht zur Absolvierung einer entsprechenden Ausbildung. Eine Haltung von mehr als 50 Tieren der Art Coturnix japonica  gilt als gewerbsmässig.
In der Tierschutzverordnung ist ausführlich geregelt welche Mindestanforderungen an das Gehege, die Besatzdichte und den Umgang gelten. Als einzige Ausbildungsstätte für die FBA für Wachtelhalter ist der Strickhof.

### Giftigkeit
Das Fleisch der Wachtel (Coturnix coturnix) kann unter bestimmten Bedingungen giftig sein. Grund hierfür dürfte sein, dass sich Wachteln von Pflanzen ernähren, die für den Menschen, nicht jedoch für die Wachtel selber, giftig sind. Um welche Pflanzen es sich genau handelt, ist ungeklärt. Lange wurde vermutet, dass es sich um Samen des Schierlings handeln könnte, dies wurde jedoch inzwischen widerlegt. Die Vergiftung durch Wachtelfleisch wird nach dem lateinischen Namen für Wachtel Coturnismus genannt. Die Vergiftungserscheinungen machen sich durch Muskelschmerzen bemerkbar, die Ausdruck eines Zerfalls von Muskelzellen sind (Rhabdomyolyse). Das von den Muskelzellen freigesetzte Sauerstofftransportprotein Myoglobin kann dann zur Verstopfung der Tubuli der Nephrone und damit zum akuten Nierenversagen führen. Die Vergiftung durch Wachtelfleisch wird vermutlich schon in der Bibel beschrieben (siehe Num 11,31-34 ).